# Шкляри (Опольське воєводство)
Шкляри (пол. Szklary, нім. Gläsendorf) — село в Польщі, у гміні Каменник Ниського повіту Опольського воєводства.
Населення — 550 осіб (2011).
У 1975-1998 роках село належало до Опольського воєводства.

## Демографія
Демографічна структура станом на 31 березня 2011 року:
|          | Загалом | Допрацездатний вік | Працездатний вік | Постпрацездатний вік |
| -------- | ------- | ------------------ | ---------------- | -------------------- |
| Чоловіки | 268     | 51                 | 186              | 31                   |
| Жінки    | 282     | 43                 | 160              | 79                   |
| Разом    | 550     | 94                 | 346              | 110                  |